# Tacinszkajai járás
A Tacinszkajai járás (oroszul: Тацинский муниципальный район) Oroszország egyik járása a Rosztovi területen. Székhelye Tacinszkaja.

## Népesség
- 1989-ben 43 306 lakosa volt.
- 2002-ben 43 251 lakosa volt.
- 2010-ben 38 464 lakosa volt, melyből 35 301 orosz, 654 fehérorosz, 583 ukrán, 417 örmény, 232 udmurt, 196 cigány, 126 moldáv, 98 tabaszaran, 91 tatár, 47 csecsen, 45 német, 42 mari, 27 azeri, 26 koreai, 25 csuvas, 25 üzbég stb.